# Championnat du Bénin de football 2018-2019
Navigation
Édition précédente Édition suivante
La saison 2018-2019 du Championnat du Bénin de football est la trente-neuvième édition de la Ligue 1, le championnat national de première division au Bénin. Le format change cette saison avec le passage de deux poules en une poule unique, la prochaine saison le nombre de participants passera de 19 à 16 équipes, ce qui implique pour cette saison cinq clubs relégués en deuxième division.
Le club des Buffles du Borgou conserve son titre, après la 31e journée à la suite de quelques mauvais résultats, tout le staff du tenant du titre est licencié, le club parvient tout de même à remporter son cinquième titre lors de la dernière journée du championnat.

## Participants
- AS Dragons de l'Ouémé
- AS Tonnerre FC
- Ayéma FC
- Panthères de Djougou
- AS Oussou Saka
- AS Police
- Energie Sport FC
- JA Cotonou
- ASPA Cotonou
- Buffles du Borgou
- USS Kraké
- ESAE FC
- Béké FC
- Dynamo FC d'Abomey
- Avrankou Omnisport
- Soleil Football Club
- Jeunesse Sportive de Pobè
- AS de la Vallée de l'Ouémé FC
- Université Polytechnique Internationale

## Compétition

### Première phase
Le classement est établi sur le barème de points suivant : victoire à 3 points, match nul à 1, défaite à 0.
| Rang | Équipe                                    | Pts | J  | G  | N  | P  | Bp | Bc | Diff |
| ---- | ----------------------------------------- | --- | -- | -- | -- | -- | -- | -- | ---- |
| 1    | Buffles du BorgouT                        | 65  | 34 | 19 | 8  | 7  | 31 | 12 | +19  |
| 2    | Béké FC                                   | 61  | 34 | 17 | 10 | 7  | 42 | 25 | +17  |
| 3    | AS Tonnerre FC                            | 53  | 34 | 14 | 11 | 9  | 30 | 20 | +10  |
| 4    | Panthères de Djougou                      | 50  | 34 | 14 | 8  | 12 | 42 | 39 | +3   |
| 5    | Ayéma FC                                  | 48  | 34 | 13 | 9  | 12 | 34 | 29 | +5   |
| 6    | ASPA Cotonou                              | 47  | 34 | 13 | 8  | 13 | 28 | 31 | -3   |
| 7    | AS Dragons de l'Ouémé                     | 46  | 34 | 13 | 7  | 14 | 36 | 37 | -1   |
| 8    | ESAE FC C                                 | 46  | 34 | 12 | 10 | 12 | 25 | 26 | -1   |
| 9    | AS de la Vallée de l'Ouémé FC P           | 45  | 34 | 11 | 12 | 10 | 24 | 21 | +3   |
| 10   | JA Cotonou                                | 45  | 34 | 10 | 15 | 9  | 28 | 25 | +3   |
| 11   | Jeunesse Sportive de Pobè P               | 45  | 34 | 12 | 9  | 13 | 26 | 27 | -1   |
| 12   | USS Kraké                                 | 44  | 34 | 10 | 14 | 10 | 22 | 24 | -2   |
| 13   | Energie Sport FC                          | 43  | 34 | 10 | 13 | 11 | 28 | 27 | +1   |
| 14   | Université Polytechnique Internationale P | 43  | 34 | 12 | 7  | 15 | 21 | 42 | -21  |
| 15   | Avrankou Omnisport                        | 42  | 34 | 10 | 12 | 12 | 28 | 27 | +1   |
| 16   | AS Oussou Saka                            | 41  | 34 | 10 | 11 | 14 | 27 | 35 | -8   |
| 17   | Dynamo FC d'Abomey                        | 38  | 34 | 9  | 11 | 14 | 34 | 37 | -3   |
| 18   | Soleil Football Club                      | 26  | 34 | 7  | 5  | 22 | 29 | 55 | -26  |
| 19   | AS Police                                 | 0   | 0  | 0  | 0  | 0  | 0  | 0  | 0    |

|  | Qualification pour la Ligue des champions de la CAF |
|  | Qualification pour la Coupe de la confédération     |
|  | Relégation directe en Ligue 2                       |

- source : bjfoot.com
- L'AS Police a été disqualifié en cours de saison pour raisons financières, tous ses résultats sont annulés[3]

## Bilan de la saison
| Championnat du Bénin de football 2018-2019 |                              |
| Champion                                   | Buffles du Borgou (5e titre) |
| Coupes et trophées                         |                              |
| Vainqueur de la Coupe du Bénin 2018-2019   | ESAE FC                      |
| Qualifications continentales               |                              |
| Ligue des champions de la CAF 2019-2020    | Buffles du Borgou            |
| Coupe de la confédération 2019-2020        | ESAE FC                      |
| Promotions et relégations                  |                              |
| Promus en Ligue 1                          | Réal Sports de Parakou FC    |
| Promus en Ligue 1                          | Dynamo Unacob FC             |
| Relégués en Ligue 2                        | Avrankou Omnisport           |
| Relégués en Ligue 2                        | AS Oussou Saka               |
| Relégués en Ligue 2                        | Dynamo FC d'Abomey           |
| Relégués en Ligue 2                        | Soleil Football Club         |
| Relégués en Ligue 2                        | AS Police                    |